# 硝化系统
硝化系统指利用硝化细菌的硝化反应，将氨和铵离子硝化为亚硝酸盐和硝酸盐的生化反应系统，多用于水族箱中。硝化系统可以用来除去生物代谢产生的有害的氨和铵离子，将其转化为低害的亚硝酸盐的硝酸盐。